# Stadthausbrücke station
Stadthausbrücke station är en pendeltågsstation i Hamburg som trafikeras av S-Bahn. Stationen ligger centralt i stadsdelen Neustadt och öppnade tillsammans med pendeltågstunneln City-S-Bahn 1975. Följande linjer trafikerar stationen S1 och S3. Vid ena entrén ligger affärsgatan Neuer Wall samt Stadthausbrücke och vid andra entrén mot Michaelisstrasse, ligger kyrkan S:t Mikaelskyrkan i närområdet.

## Bilder

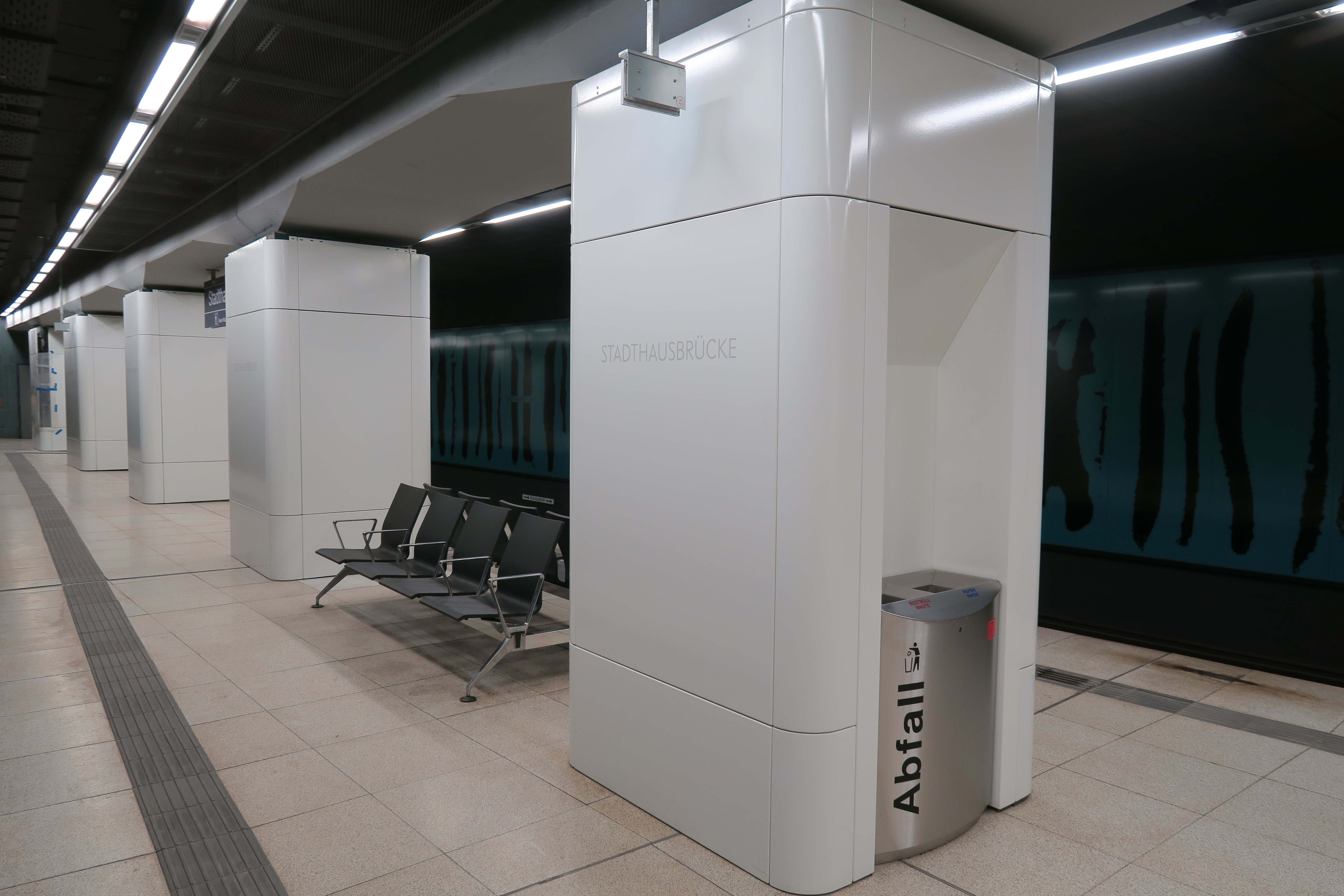
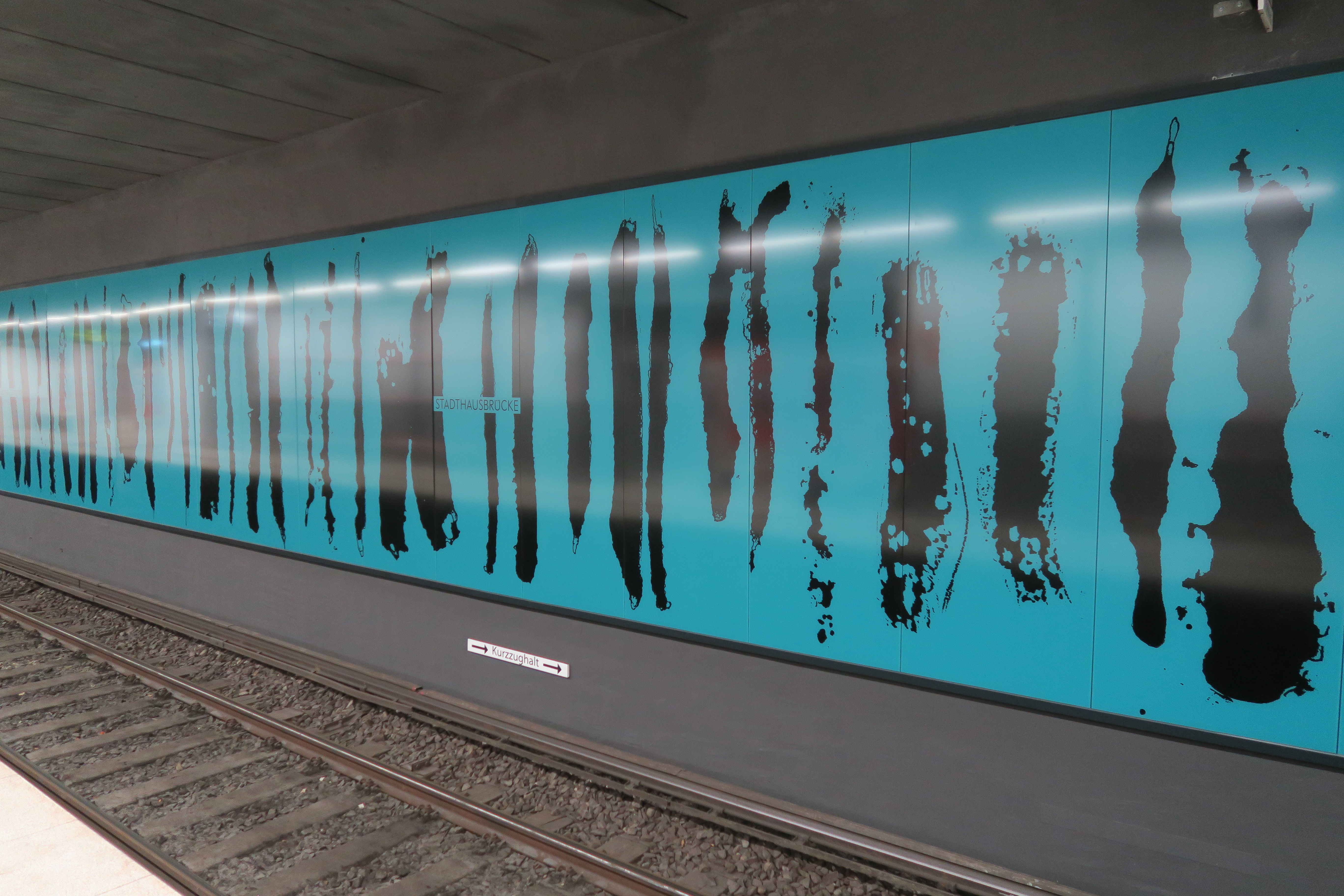
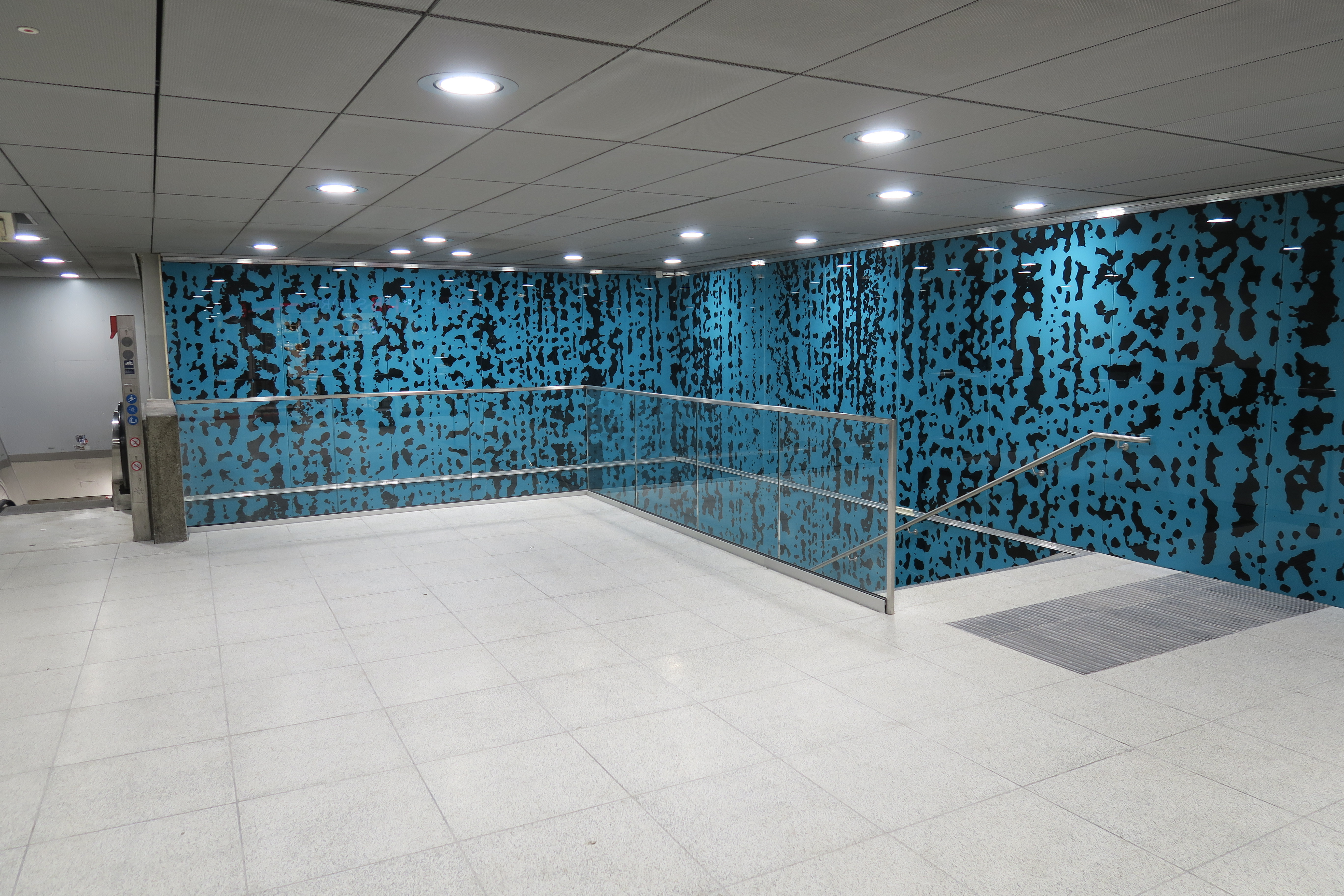
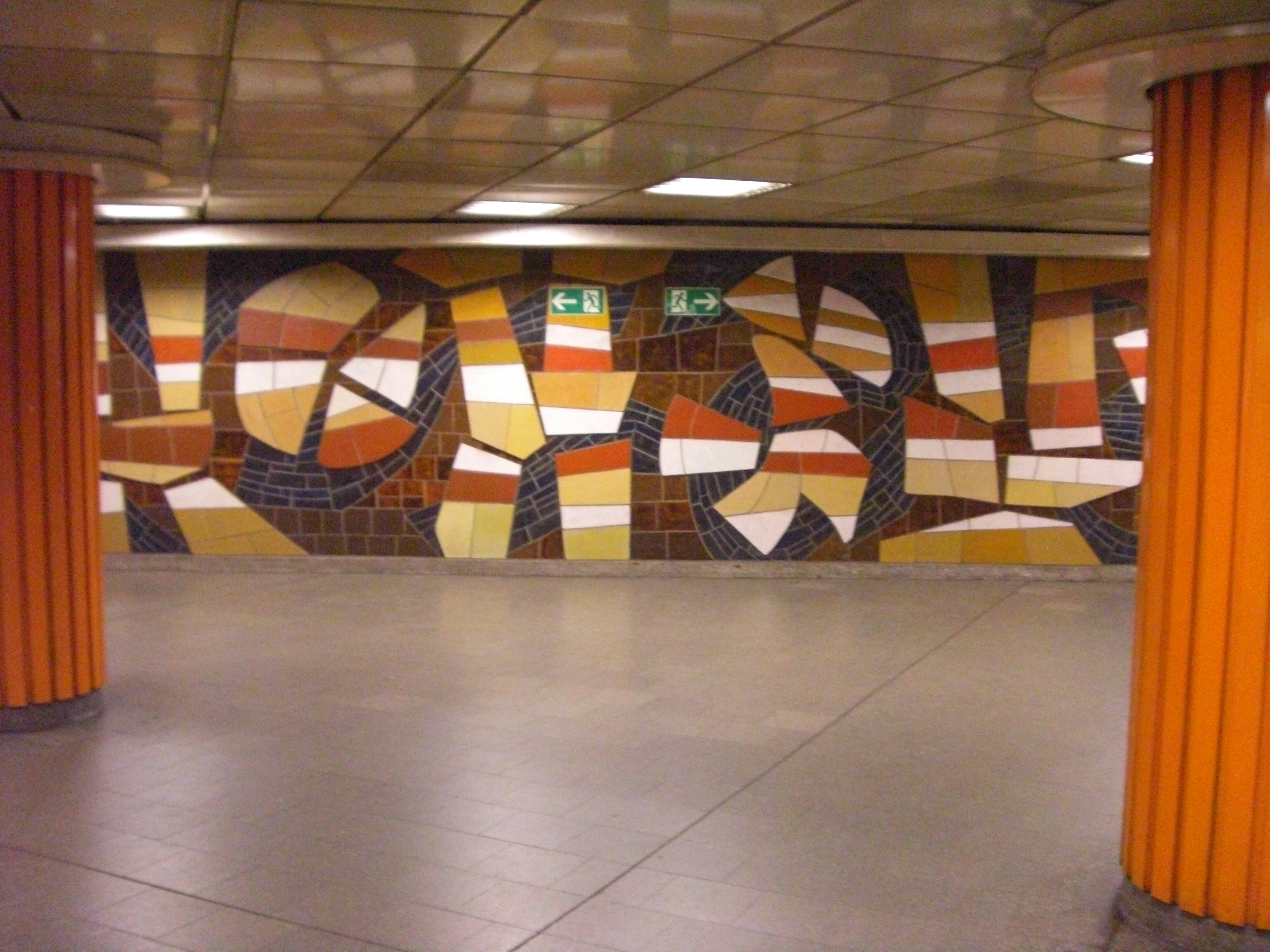